# Вулиця Мечникова (Львів)
Ву́лиця Ме́чникова — вулиця в Личаківському районі Львова, одна з головних вулиць у місцевості Личаків. Прямує від вулиці Личаківською до перехрестям з вулицями Левицького — Студентською, утворюючи перехрестя з вулицею Юрія Руфа. Прилучаються вулиці Шимзерів та Пекарська.

## Історія
Вулиця Мечникова постала на місці колишнього Личаківського передмістя, яке розташовувалось на схід від історичного центру Львова. До 1871 року мала назву Цвинтарна, бо при вулиці розташований Личаківський цвинтар. Від 1871 року — вулиця святого Петра, бо починалася від церкви святих апостолів Петра і Павла. Під час німецької окупації, від 1942 до липня 1944 року — Петерштрассе. У липні 1944 року вулиці повернена передвоєнна назва — Святого Петра. Сучасна назва, від 1945 року — вулиця Мечникова, на честь українського мікробіолога Іллі Мечникова.

## Забудова

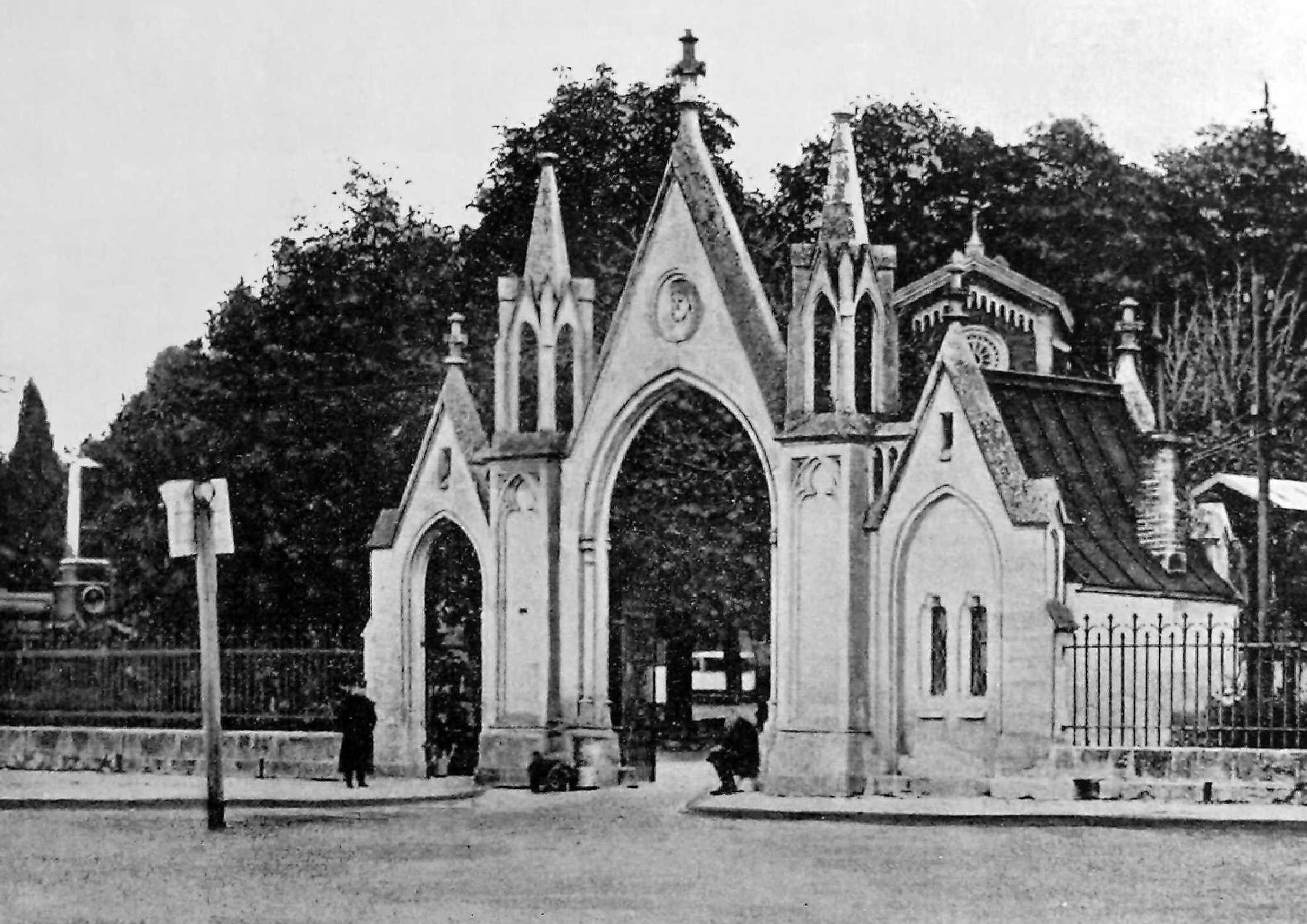
Головний вхід на Личаківський цвинтар (світлина 1880 р.)

В архітектурному ансамблі вулиці Мечникова присутні віденський класицизм, пізній модерн, сталінський ампір, радянський конструктивізм. На вулиці Мечникова розташована лише одна пам'ятка архітектури місцевого значення — одна з будівель комплексу львівської інфекційної лікарні. Нині тут розташоване приймальне відділення Львівської обласної інфекційної клінічної лікарні.
№ 8 — п'ятиповерхова будівля зведена у 1954 році в стилі сталінського ампіру як гуртожиток львівської обласної партійної школи. Після ліквідації партійної школи й гуртожитку у 1960-х роках в лівому крилі будинку було розміщено пологове відділення обласної дитячої клінічної лікарні «Охматдит», а в правому терапевтичне відділення 4-ї міської лікарні. Протягом 1978—1979 років в закладі проводився капітальний ремонт. Міський пологовий будинок № 1, як окремий медичний заклад створено 2 січня 1979 року на базі пологового відділення обласної дитячої клінічної лікарні «Охматдит» та відкритий у 1980 році. Від 1 серпня 2018 року — комунальне некомерційне підприємство «Пологовий клінічний будинок № 1 міста Львова». За свою історію у пологовому будинку проведено понад 100 тисяч пологів. У пологовому будинку практикують партнерські пологи.
№ 10, 12 — п'ятиповерхові будівлі гуртожитків Львівського національного медичного університету імені Данила Галицького зведені у 1960-х роках. В будинку № 10 також міститься факультет післядипломної освіти цього ж вишу.
№ 14 — двоповерховий будинок збудований 1912 року за спільним проєктом архітекторів Тадеуша Врубеля та Казімєжа Каменобродського у стилі пізнього модерну для потреб львівської інфекційної лікарні. Нині тут міститься приймальне відділення Львівської обласної інфекційної клінічної лікарні. Будинок внесений до Реєстру пам'яток архітектури місцевого значення під охоронним № 2462-м.
№ 16а — триповерхова будівля Західного регіонального управління Державної прикордонної служби України.
№ 16г, 16д, 16е, 16ж, 16и, 18, 20 — сучасні житлові комплекси, збудовані у 2012—2021 роках на місці колишніх плацу та казарм прикордонників.
№ 33 — історико-архітектурний заповідник «Личаківський цвинтар» — один з найстаріших в Європі цвинтар, заснований у 1786 році. На площі 42 га налічується понад 300 тисяч поховань, розташованих на 86 полях, понад 2000 гробівців, на могилах — близько 500 скульптур та рельєфів, більшість з яких є історико-культурними пам'ятками. Територія цвинтаря декілька разів розширювалася, зокрема у 1804 та 1856 роках. Рішення про припинення поховань на Личаківському цвинтарі прийняте у 1975 році. У липні 1990 року ухвалою Львівської міської ради народних депутатів його територію оголошено історико-архітектурним заповідником місцевого значення. Головною композиційною віссю ландшафтно-паркової території стала центральна вісь нерегулярного планування, що розпочинається від головного входу з вулиці Мечникова від пантеонового майдану. Тут у 1875 та 1901 роках споруджено дві неоготичних брами. Одна з них вела до невеликого рондо, довкола якого ховали найбільш видатних львів'ян, зокрема, поховані Іван Франко, Маркіян Шашкевич, Володимир Барвінський та інші. У східній частині цвинтаря  розташовано два архітектурних комплекси-меморіали — «Польські військові поховання 1918—1920 років» (споруджений за проєктом асистента Львівської політехніки Рудольфа Індруха) та «Меморіал визвольних змагань українського народу». Також на території Личаківського цвинтаря є декілька пам'яток історії місцевого значення, зокрема, гробівець на похованні диригента симфонічного оркестру Львівської філармонії Дем'яна Пелехатого, розташований на полі 67 Личаківського цвинтаря. У 1991 році до складу заповідника включено військове меморіал «Пагорб Слави». 
З північного боку до Личаківського цвинтаря примикає територія колишнього військового цвинтаря вояків австрійської армії та їх союзників, що полягли у першій світовій війні, остаточно знищеного по війні. У 1946—1947 роках на частині цього цвинтаря, створено цвинтар радянських військовиків, що полягли у другій світовій війні і військ НКВС, що загинули під час каральних операцій проти мирного населення Галичини і в боях з боївками Української повстанської армії. 1974 року за проєктом Андрія Шуляра, Василя Каменщика і Володимира Бойка упорядковано радянські військові поховання та створено військовий меморіал «Марсове поле», увінчаний бронзовим Орденом Вітчизняної війни, встановленим при вході від вулиці Мечникова. 26 жовтня 2021 року орден демонтований.
У верхній частині «Марсового поля» на початку 1990-х років встановлено металевий хрест в пам'ять полеглих у 1918—1919 роках Січовим стрільцям та старшинам УГА. Цей знак стосується ще одного знищеного цвинтаря, який розташовувався близько 100 метрів на схід від хреста, де тепер розташовані цивільні поховання радянського часу. У нижній частині «Марсового поля», стоять поставлені в один ряд три невеликі кам'яні хрести, під якими знаходяться крипти-гробниці. У 1994—1999 роках тут перепоховано понад 400 жертв більшовицького терору, закатованих у Замарстинівській в'язниці.
На Меморіалі Героїв (Поле Почесних поховань № 76), здійснюються поховання військовослужбовців Збройних сил України, працівників Міністерства внутрішніх справ України, Служби безпеки України та інших силових структур, добровольців та волонтерів, які загинули або померли від поранень під час бойових дій у зоні проведення Антитерористичної операції, Операції об'єднаних сил та під час російсько-української війни.
№ 39 — двоповерховий будинок споруджений у 1880-х роках з поліхромної нетинькованої цегли у стилі історизму за проєктом розробленим фірмою Івана Левинського для потреб товариства Милосердя «Провидіння» (пол. Towarzystwo Miłosierdzia «Opatrzność»). В оздобленні будинку використані мотиви швейцарських вілл. Наріжні стіни викладені рівними поясами з жовтої та червоної цегли. У лютому 1882 року керівником львівського осередку цього товариства о. Зигмунтом Ґораздовським тут був заснований «Дім добровільної праці для жебраків» у Львові. В перший рік існування дому 170 безхатьків, серед яких і діти, знайшли там прихисток та опіку, а старші — працю, відповідну до їх можливостей. 17 лютого 1884 року о. Зигмунтом Ґораздовським спільно з сестрою Саломеєю Данек засноване жіноче католицьке згромадження сестер святого Йосифа (йосифітки). Також за ініціативи о. Зигмунта Гораздовського у Львові розпочала роботу народна кухня, де харчувалися діти, молодь, студенти, міська біднота. Щоденно видавали близько 600 обідів. По смерті Гораздовського у 1920 році, Дім праці перейшов до сестер-йосифіток і працював до закінчення другої світової війни. З приходом радянської влади установу «Добровільний дім праці для жебраків» закрито і згодом перетворено на звичайний житловий будинок.
№ 39а, 39б — триває будівництво двосекційного житлового будинку еліт-класу з вбудованою автостоянкою на місці однієї з господарських споруд колишнього «Дому добровільної праці для жебраків» у Львові.

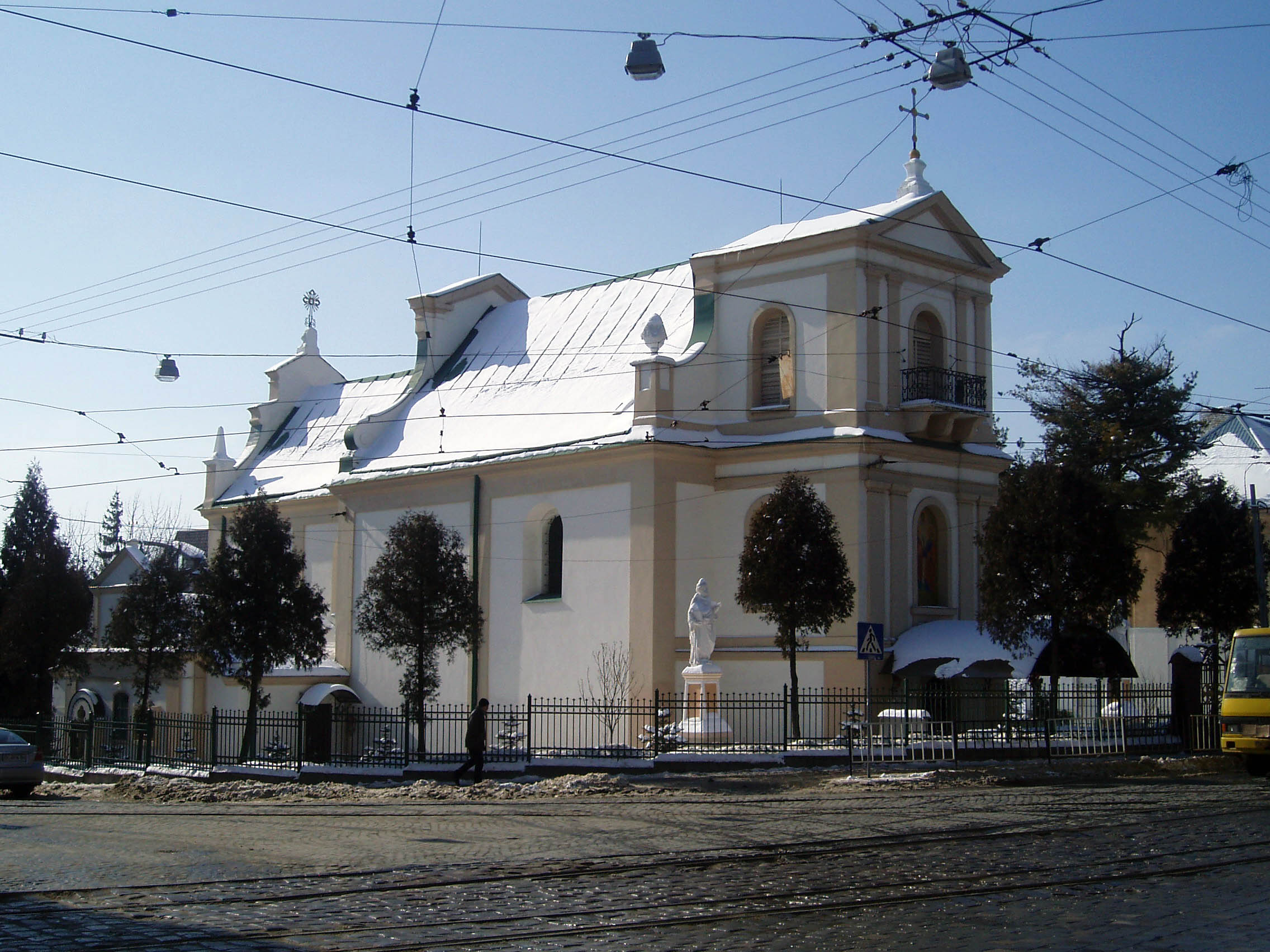
Церква святих Петра і Павла (вигляд з вулиці Личаківської)
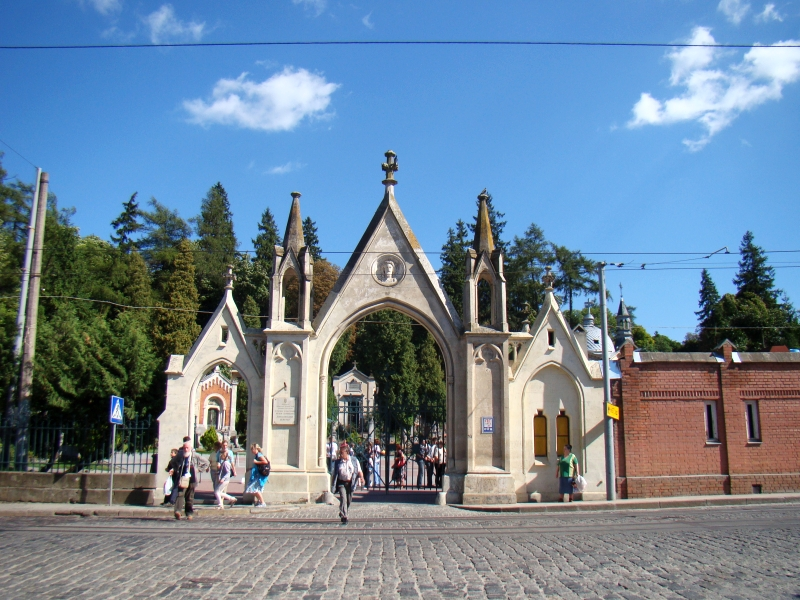
Сучасний вигляд головного входу на Личаківський цвинтар
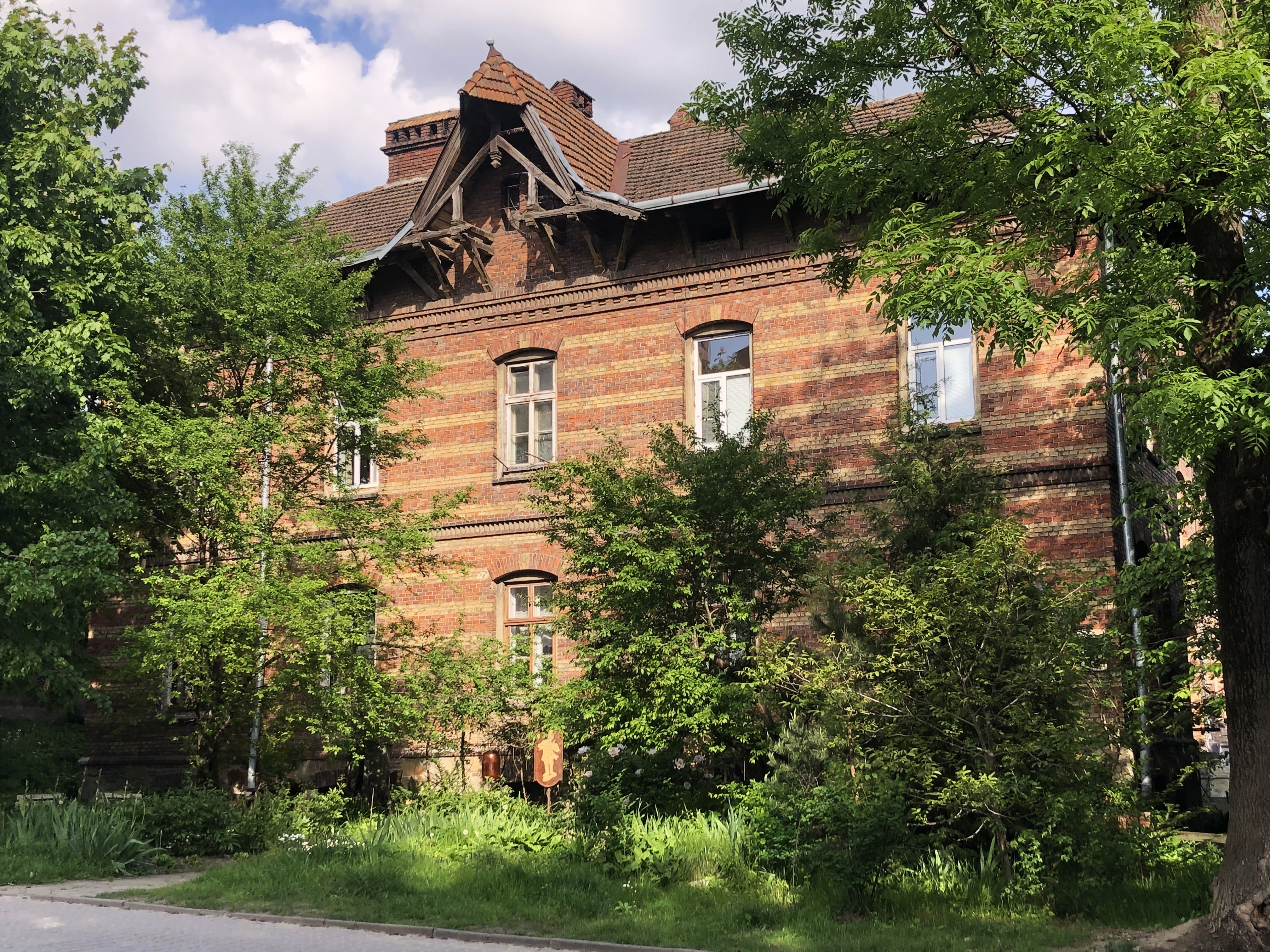
Колишній Дім добровільної праці (нині — житловий будинок на вул. Мечникова, 39)

## Транспорт

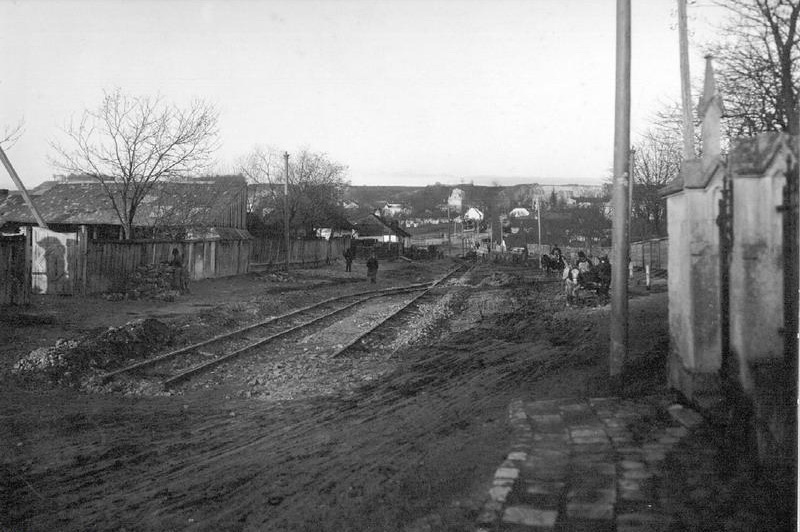
Прокладання трамвайної колії вулицею Мечникова

Вже в 1908 році вулицею курсували трамваї, хоча тоді це ще була віддалена околиця міста. Майже кожна трамвайна зупинка, ще до початку першої світової війни, була обладнана павільйоном, де кожен мав змогу сховатися від дощу, снігу, сонця тощо. Після закінчення другої світової війни протяжність лінії міського трамваю збільшилася, зокрема, у 1952 році трамвайна колія пролягала по вулиці Зеленій до перехрестя із Студентською, але згодом була розібрана. Натомість у 1969 році трамвайна колія залишилася лише з боку вулиці Леніна (нині — вулиця Личаківська) і повертала на Мечникова — це був трамвайний маршрут № 7. Щодо павільйонів, то вони остаточно зникли на початку 1970-х років. У 1970-х роках під вулицею Мечникова планували збудувати гілку підземного трамваю, однак до втілення цього проєкту так і не дійшло. Станом на серпень 2021 року вулицею Мечникова курсує трамвайний маршрут № 1.